# Distrito Municipal de Amajuba
Amajuba es un distrito municipal de Sudáfrica en la provincia de KwaZulu-Natal.
Comprende una superficie de 6,909.4 km².
El centro administrativo es la ciudad de Newcastel. El distrito, cuenta con una población total de 442 266 habitantes.